# Championnat d'Islande de football de deuxième division 1979
Navigation
Saison précédente Saison suivante
La saison 1979 de 2. Deild était la 25e édition de la deuxième division islandaise. Les 10 clubs jouent les uns contre les autres lors de rencontres disputées en matchs aller et retour.
Les 2 premiers du classement en fin de saison sont promus en 1. Deild, tandis que les 2 derniers sont relégués en 3. Deild.

## Compétition

### Classement
Le barème de points servant à établir le classement se décompose ainsi :
- Victoire : 2 points
- Match nul : 1 point
- Défaite : 0 point

| Rang | Équipe                 | Pts | J  | G  | N | P  | Bp | Bc | Diff |
| ---- | ---------------------- | --- | -- | -- | - | -- | -- | -- | ---- |
| 1    | Breiðablik Kopavogur R | 29  | 18 | 13 | 3 | 2  | 49 | 12 | +37  |
| 2    | FH Hafnarfjörður R     | 24  | 18 | 11 | 2 | 5  | 48 | 22 | +26  |
| 3    | Fylkir Reykjavik       | 20  | 18 | 9  | 2 | 7  | 32 | 22 | +10  |
| 4    | þrottur Norðfjörður    | 18  | 18 | 7  | 4 | 7  | 14 | 21 | -7   |
| 5    | UMF Selfoss P          | 17  | 18 | 7  | 3 | 8  | 25 | 26 | -1   |
| 6    | þor Akureyri           | 17  | 18 | 7  | 3 | 8  | 24 | 27 | -3   |
| 7    | ÍB Isafjörður          | 17  | 18 | 5  | 7 | 6  | 28 | 34 | -6   |
| 8    | Austri Eskifjörður     | 15  | 18 | 5  | 5 | 8  | 15 | 29 | -14  |
| 9    | Reynir Sandgerði       | 15  | 18 | 5  | 5 | 8  | 20 | 30 | -10  |
| 10   | Magni Grenivík P       | 8   | 18 | 3  | 2 | 13 | 17 | 49 | -32  |

|  | Promu en 1. Deild      |
|  | Relégation en 3. Deild |

## Bilan de la saison
| Promotion et relégation |                                       |
| Relégué en 3. Deild     | Reynir Sandgerði Magni Grenivík       |
| Promu en 1. Deild       | Breiðablik Kopavogur FH Hafnarfjörður |

## Meilleurs buteurs
| # | Buteurs             | Clubs                | Nb de Buts |
| - | ------------------- | -------------------- | ---------- |
| 1 | Sigurður Gretarsson | Breiðablik Kopavogur | 15         |
| 2 | Palmi Jonsson       | FH Hafnarfjörður     | 14         |
| 3 | Andres Kristjansson | ÍB Isafjörður        | 12         |
| 4 | Hilmar Sighvatrsson | Fylkir Reykjavik     | 10         |